# Dealul Ștefăniței
Dealul Ștefăniței (ungarisch Szalanca) ist ein Dorf im Kreis Bistrița-Năsăud in Rumänien. Es ist Teil der Gemeinde Romuli.

## Lage
Dealul Ștefăniței liegt im Norden Siebenbürgens und ist das nördlichste Dorf des Kreises Bistrița-Năsăud. Zwei Kilometer nördlich befindet sich auf dem Pass Șetref die Grenze zum Kreis Maramureș. 15 km nordwestlich befindet sich die nächste Stadt Săliștea de Sus, nach Süden folgt nach 5 km der Gemeindesitz Romuli.

## Bevölkerung
In der Gemeinde leben ausschließlich Rumänen.

## Verkehr
Durch Dealul Ștefăniței verläuft die bedeutende Nationalstraße 17C. Am nördlichen Ortsende befindet sich der Bahnhof Dealu Ștefăniței an der Bahnstrecke Salva–Vișeu de Jos und 500 Meter nördlich davon das südliche Tunnelportal des 2300 m langen Tunnels, welches unter dem Pass Şetref führt. Nach Cluj-Napoca und Sighetu Marmației verkehren täglich drei Busse nach Bistrița vier.

## Sehenswürdigkeiten
- Naturschutzgebiet „Zăvoaiele Borcutului“, ca. 1 ha groß